# Juan Luis Abisambra
Juan Luis Abisambra Gaitan o Ian Abisambra (n. Bogotá, Cundinamarca, Colombia, 10 de abril de 1991) es un actor de televisión, músico y cantautor colombiano. Se dio a conocer por el personaje de Tomás en la serie Francisco el Matemático en el 2004, y su reconocimiento en Latinoamérica se debe al personaje de Martín en la telenovela Allá te espero en el 2013. Es hijo de la libretista colombiana Sandra Gaitán y sobrino del libretista Fernando Gaitán.

## Biografía
Nacido en el seno de una familia llena de arte, historia musical, escritores y actores, su amor por la música empezó desde muy pequeño cuando descubrió en el piano de su abuela una afinidad y una curiosidad por crear melodías o simplemente interpretar las canciones que escuchaba en las telenovelas, en la radio y en las películas. Fue así como empezó su educación musical y artística. Y aunque fuera su instrumento de inicio en la música y el que le encendió el interés por esta arte, se enamoró de la guitarra y en ella halló una química única para escribir sus propios versos con melodía, convirtiéndose en su instrumento favorito.
Desde sus primeros años en el colegio hizo parte de los grupos artísticos, bandas y musicales teatrales que se realizaban. En tercero de primaria inició en el mundo de la actuación, representando diversos papeles en obras escolares como Romeo y Julieta, con la que logró hacer una pequeña gira por los diferentes teatros escolares de la capital colombiana. En quinto grado conformó su primer proyecto musical, su banda “Ciudad Anónima, empezando a tocar en varios festivales de bandas y llegando a compartir tarima con agrupaciones como Los de adentro, Don Tetto, Sanalejo y Dr Krapula, entre otros, convirtiéndose en la banda juvenil representante de la revista TÚ en Colombia.
A los 11 años es llamado a personificar al niño robot de la serie juvenil Jack El Despertador y a participar en el elenco de Bichos Bichez y Chisgarabís comenzando una fulgurante carrera que lo posiciona como uno de los más cotizados actores jóvenes de Colombia. Fue así que decidió estudiar arte dramático en la Academia de Actuación Juvenil Novartis de RCN Televisión.
En el 2003, una propuesta llegaba a su vida. Los libretistas de la serie Francisco el Matemático transmitida en el canal RCN, le ofrecen el antagónico, un personaje llamado Tomás. La generación tuvo tanto éxito que se popularizaron los pequeños actores y daría inicio a una secuela de la serie, Clase 2004, donde continuaba con su papel de Tomás. Un tiempo después fue llamado de nuevo por el canal RCN esta vez para realizar un papel dentro de una de sus superproducciones, En los tacones de Eva (2006), donde interpretó al protagonista Juan Camilo Caballero, durante su adolescencia.
En el 2006, siguió con la formación y evolución de su banda Ciudad Anónima y en el 2009 le ofrecen otro proyecto para televisión, pero esta vez como conductor de un programa juvenil, donde se involucraba la música y las actividades extracurriculares en los colegios, siendo sus principales televidentes los estudiantes. Esta fue su primera incursión al mundo de la conducción en TV, logrando un gran reconocimiento como presentador en el programa El Cuaderno del Canal Trece durante dos años. Ya terminado el colegio, decide profundizar sus estudios musicales en una de las más prestigiosas academias colombianas de música. . 
En el 2012 volvió a ser llamado por el canal RCN, luego de varios años, convocado para personificar en la telenovela llamada Allá te espero a Martin, un joven de posición social alta el cual se enamora de una campesina originaria de la zona cafetera Colombiana. Mientras esto sucede, IAN empieza a grabar nuevas canciones compuestas por él mismo, junto al productor Juan Pablo Guzmán, quien trabajó con él en el inicio de la estructuración de su proyecto como solista, mirando las alternativas y la escancia de IAN a nivel musical. Y es así como en el 2013 decide lanzar su primer sencillo como solista ante los medios, Mi Enfermedad. Logró posicionar la canción a nivel nacional en varias emisoras de las diferentes ciudades de Colombia, y además el videoclip de “Mi Enfermedad” se hizo popular en la parrilla de MTV latino, VH1, HTV entre otros.
Trabajando de la mano con RCN en la gira Vamos por ti, Colombia fue convocado por la Fundación “FIDES”, organización encargada de ayudar y brindar educación, deporte y arte a las personas con discapacidades cognitivas. Participó como jurado en múltiples actividades, interactuó con las personas de la fundación y envió un mensaje a los medios y a la población generando conciencia humana.
Pasado un tiempo empieza otra gira nacional, promocionando ahora su segundo proyecto musical Quiero Sentir, sencillo grabado por el productor Julián Bernal, músico y amigo cercano del cantautor. Ellos exploraron y produjeron una versión actual de la primera composición que realizó en el 2006 con su banda Ciudad Anónima, dándole un toque más roquero y una percusión peculiar. Se rodó el videoclip junto con la reconocida actriz Estefany Escobar y fue dirigida por el director Daniel Arenas. El videoclip también estuvo en rotación en la parrilla de MTV Latino y en otras cadenas musicales de Latinoamérica.
En el 2014 volvió a las pantallas de la televisión colombiana como actor en la telenovela que relata la vida de Diomedes Días, Diomedes, el Cacique de La Junta por RCN T.V., dónde siguió explorando su amor por la actuación y todas las influencias que su país Colombia ha ejercido en su música.
Su exitosa carrera como actor y cantante, le ha valido ser galardonado y nominado con los más importantes premios y reconocimientos del medio artístico nacional tales como el Premio TV y Novelas, el India Catalina y el Premio Nuestra Tierra, entre otros.
El 2015 fue un año lleno de música, pues nos presentó su álbum Quiero sentir con un total de 12 canciones que exploran diferentes ritmos entre Pop, Balada, Country y Rock. La gira fue un éxito total, y ahora se prepara para iniciar su Tour 2016 en Colombia, México, Ecuador, Panamá y Estados Unidos.

## Filmografía
| Año         | Producción                       | Personaje                                  |
| ----------- | -------------------------------- | ------------------------------------------ |
| 2003 - 2004 | Francisco el Matemático          | Tomás                                      |
| 2006        | En los tacones de Eva            | Juan Camilo Caballero (en la adolescencia) |
| 2009 - 2010 | El Cuaderno                      | Conductor                                  |
| 2012 - 2013 | Allá te espero                   | Martín                                     |
| 2014 - 2015 | Diomedes, el Cacique de La Junta | Elkin                                      |

## Discografía
| Año  | Título             |
| ---- | ------------------ |
| 2013 | Mi Enfermedad      |
| 2014 | Quiero Sentir      |
| 2015 | Por ver tus ojos   |
| 2015 | En aquel mirador   |
| 2015 | Regreso a ti       |
| 2015 | Cuando ya no estás |
| 2015 | Sentidos Nuevos    |
| 2015 | Ya no queda        |
| 2015 | Junto al mar       |
| 2015 | Te encontré        |
| 2015 | Ahora y Ya         |
| 2015 | Eres tú            |

## Premios

### Música
| Año  | Premio                 | Categoría                         | Producción    | Resultado |
| ---- | ---------------------- | --------------------------------- | ------------- | --------- |
| 2013 | Premios Nuestra Tierra | Mejor Artista Pop Sólo o en Grupo | Mi Enfermedad | Ganador   |

### Actuación
| Año  | Premio                 | Categoría                            | Producción     | Resultado |
| ---- | ---------------------- | ------------------------------------ | -------------- | --------- |
| 2013 | Premios TV y Novelas   | Actor Revelación                     | Allá te espero | Ganador   |
| 2014 | Premios India Catalina | Mejor Actor de Reparto de Telenovela | Allá te espero | Ganador   |